# Cymothoe cycladina
Cymothoe cycladina är en fjärilsart som beskrevs av Karl Grünberg 1908. Cymothoe cycladina ingår i släktet Cymothoe och familjen praktfjärilar. Inga underarter finns listade i Catalogue of Life.